# マックス・ホートン
マックス・ケネディ・ホートン（Max Kennedy Horton,GCB,DSO&Two Bars,SGM,1883年11月29日-1951年7月30日）は、イギリスの海軍軍人、提督。第一次世界大戦中は潜水艦の乗組員として従軍し、第二次世界大戦後半にはウェスタンアプローチ管区の司令官として大西洋の戦いにおけるイギリス海軍の責任者を務めた。

## 生い立ち
1883年11月29日にロバート・ジョセフ・エンジェル・ホートンと妻ヘスター(ゴールドスミッドというアングロ・ユダヤ人の家系)の息子としてアングルシー島のロスナイグル(英語版)に生まれる。1898年9月15日にブリタニア王立海軍兵学校に入学した。装甲巡洋艦デューク・オブ・エディンバラに乗船中、 蒸気船デリー号(英語版)がスパルテル岬(英語版)沖で座礁した際の救助活動に参加し、海上救命功労章(英語版)を授与された。

## 第一次世界大戦
1914年に第一次世界大戦が始まると、海軍少佐だったホートンはイギリス初の外洋航行型潜水艦の一つ、E級潜水艦E9の指揮を執ることになった。1914年9月13日、ホートンはヘルゴラント島の南西6マイルでドイツ帝国海軍の通報艦ヘラを発見し、魚雷で攻撃した。発射された2本の魚雷がヘラの艦体中央部に命中し、沈没。乗組員のうち2名を除く全員がU-18(英語版)と別のドイツ艦によって救助された。E9は一日中ドイツ海軍に追跡されたが、なんとか無事にハーウィッチ(英語版)に到着した。入港したホートンは、イギリスの潜水艦乗組員が哨戒任務の成功後に海賊旗を掲揚するという伝統を始めた。 
3週間後、エムス川河口沖でドイツ駆逐艦S116(英語版)を撃沈した。巡洋艦と駆逐艦の撃沈により、ホートンは殊勲勲章を授与された。
イギリスバルト海潜水艦隊(英語版)の一員としてバルト海に派遣されたホートンは多数の商船を撃沈し、1915年7月2日にはドイツの装甲巡洋艦プリンツ・アダルベルトに損害を与えた。1914年12月31日、ホートンは中佐に昇進した。

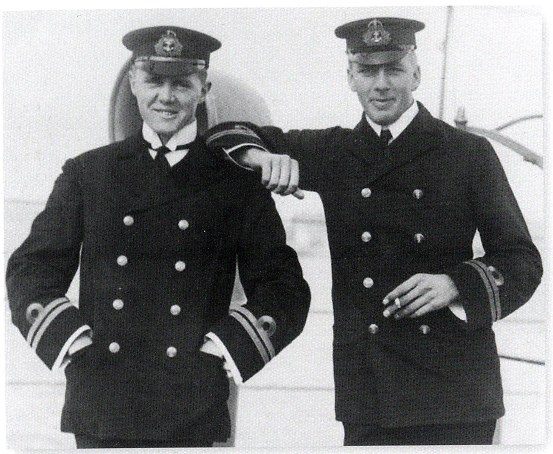
バルト海での任務中、ホートン(左)と潜水艦E1艦長のノエル・ローレンス(英語版)

1917年、ホートンは海外潜水艦の指揮における長年にわたる多大な功績により、殊功勲章（海軍士官）を授与された。3年後、大佐となったホートンは、バルト海潜水艦隊の指揮における卓越した功績により、殊功勲章に2つ目の飾板(英語版)を授与された。

## 戦間期
1920年代、ホートンはC級軽巡洋艦コンクエスト(英語版)と戦艦レゾリューションの艦長を務めた。1932年10月17日に少将に昇進し、1933年12月には戦艦マレーヤを旗艦として第2戦艦戦隊(英語版)の司令官に、 1935年には重巡洋艦ロンドンを旗艦として第1巡洋艦戦隊(英語版)の司令官に就任した。1937年には中将に昇進し、同年予備艦隊(英語版)の指揮を任された。予備艦隊司令官として、彼は1938年6月24日から巡洋艦ホーキンス(英語版)と重巡洋艦エッフィンガムに勤務した。

## 第二次世界大戦
第二次世界大戦の勃発とともに、ホートンはオークニー諸島とフェロー諸島の間の海域におけるドイツの遠海封鎖を実施する北方哨戒隊(英語版)の指揮を任された。1940年に潜水艦担当将官(英語版)に任命。この役職はイギリス本土海域に駐留する全潜水艦の司令官であり、ホートンは潜水艦部隊の近代化に努めた。
彼は船団救助船(英語版)の建造に尽力し、大西洋の戦いにおいて敵の攻撃によって沈没した船舶の生存者を救助した。救助船は典型的には小型貨物船で、乗客用の居住施設を備えていた。救助任務への改造には、ギャレーと食料貯蔵室の拡張、そして約150名の乗組員のための寝床と衛生設備の設置が必要であった。船体側面には救命用ネットが備えられ、通常の救命ボートの代わりに外洋作業に適したボートが搭載されていた。救助船には通常、乗船した海軍の医師と医務室職員のための小さな手術室が備えられていた。

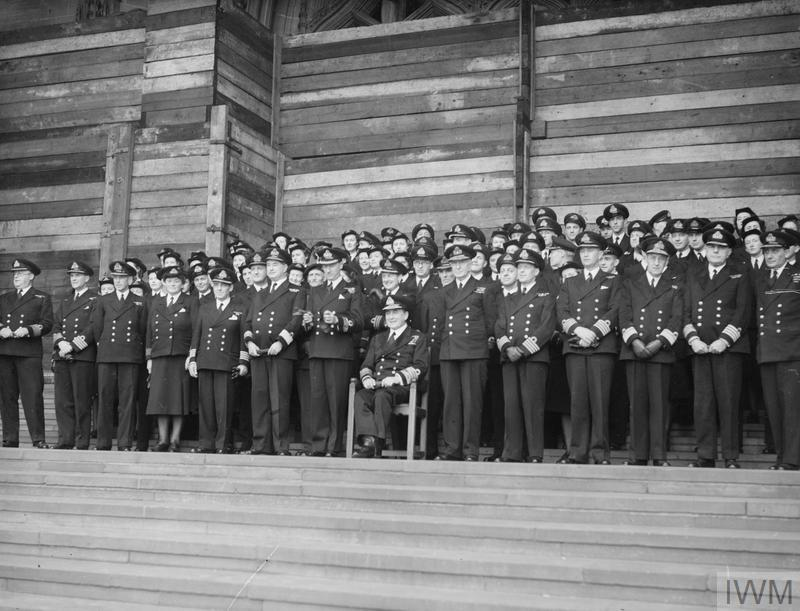
マックス・ホートン(中央の座っている人物)と海軍士官たち(1945年6月10日)

1941年1月9日に大将に昇進したホートンは、 1942年11月17日にウェスタンアプローチ管区の司令官に任命された。ここで彼は護衛艦の使用方法に関する一連の戦術的変更を実施した。船団の周囲を防衛するために艦艇のグループが割り当てられる既存の護衛グループシステムに加え、ホートンは支援グループシステムを導入した。支援グループは護衛グループと同様に船団に同行するが、潜水艦を沈没させるまで追跡する自由度がはるかに高く、従来の護衛グループに許容される時間よりも長く船団を離れることが可能であった。ホートンの支援グループは、1943年の春から重要な役割を担い、執拗な反撃でドイツ海軍のUボート部隊の士気を粉砕した。ホートンは前任者のパーシー・ノーブル(英語版)提督と共に、大西洋における連合国軍の勝利に大きく貢献した人物の一人として広く認められている。
1945年8月、ホートンは自身の希望により、若い将校の昇進を促進するため退役した。彼は1945年6月にバス勲章ナイト・グランドクロスを授与され、1946年1月からはバス勲章紋章官に任命された。

## 記念碑
リヴァプール大聖堂に彼の記念碑がある。
2019年、ロスナイグルコミュニティの資金援助により、ホートンの等身大の彫刻が作られ、彼の生まれ故郷であるロスナイグルに設置された。

2021年、ユダヤ系アメリカ人歴史保存協会の資金援助により、彼を称える足石が建てられた。足石には次のように刻まれている。
マックス・ホートン提督卿、イギリスの共通性と多様性を称え、第二次世界大戦における大西洋の戦いにおけるイギリスの参戦を統率した最高司令官。ホートン提督はアングレシー島生まれのユダヤ系でした。「強く、そして勇気を持て」ヨシュア記1章9節。ユダヤ系退役軍人協会ハックニー支部とユダヤ系アメリカ人歴史保存協会より寄贈。

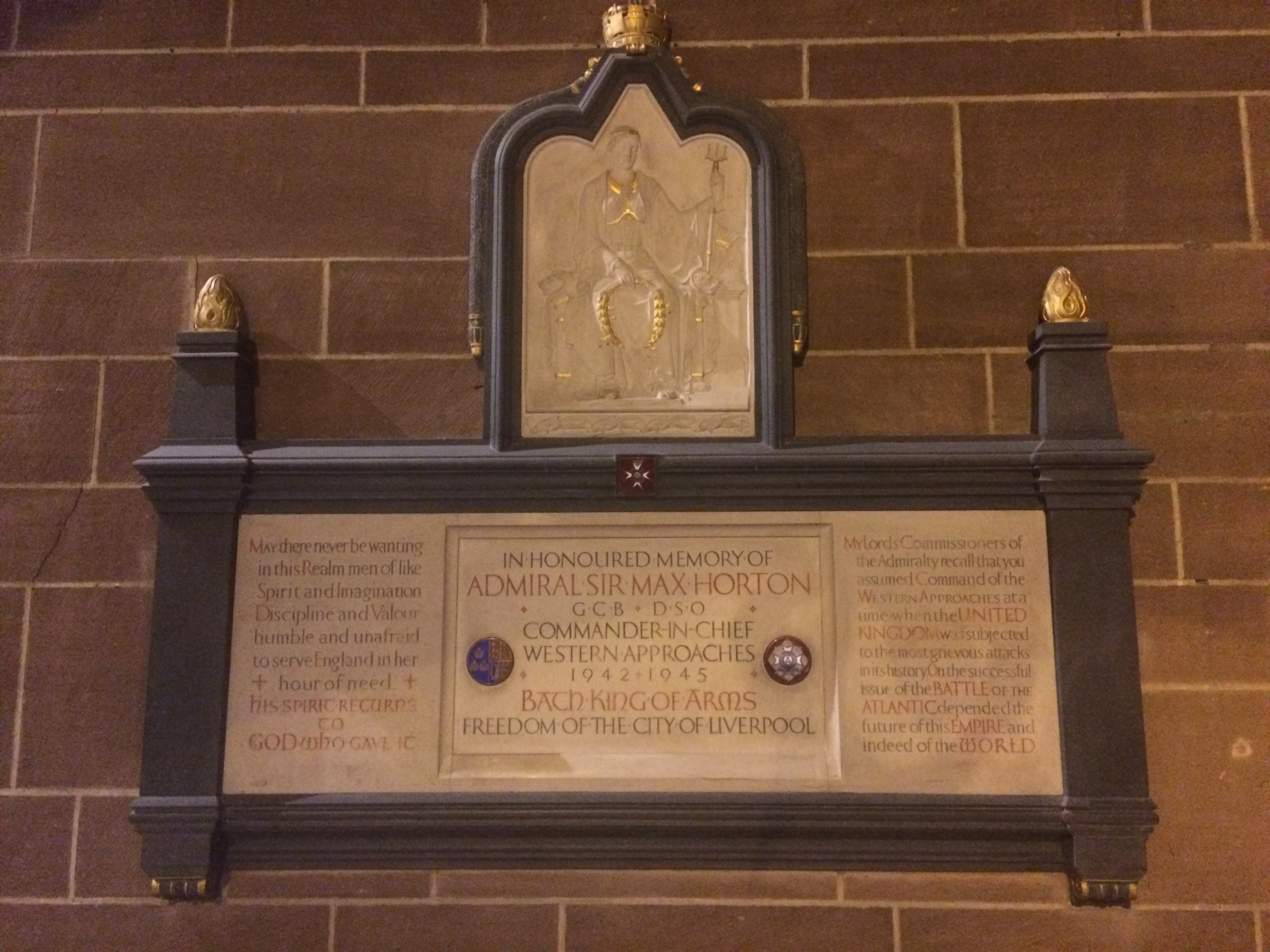
リヴァプール大聖堂にあるホートンの記念碑
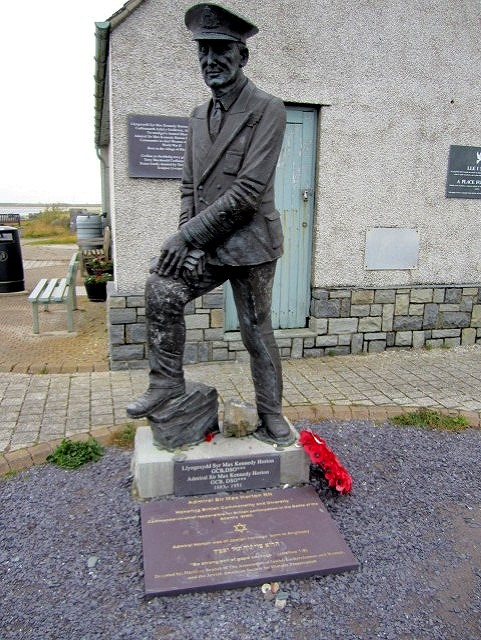
ホートンの記念碑

## 栄典
- バス勲章ナイト・グランドクロス
- 殊功勲章及び飾板(英語版)2つ
- 叙勲通知書(英語版)に記載
- 海上救命功労賞(英語版)
- レジオン・ドヌール勲章グラントフィシエ(フランス)
- 戦争十字章(英語版)(フランス)
- 聖ゲオルギー・リボン第4級(ロシア)
- 聖ウラジーミル勲章(英語版)第4級、剣付き(ロシア)
- 聖アンナ勲章(英語版)第2級、剣とダイヤモンド付き(ロシア)
- 聖スタニスワフ勲章(英語版)第2級(ポーランド)
- オラニエ＝ナッサウ勲章(英語版)大十字章(オランダ)
- レジオン・オブ・メリットチーフコマンダー(アメリカ)
- 聖オーラヴ勲章(ノルウェー)